# کارل اپل
کریستیان کارل اَپل (به هلندی: Christiaan Karel Appel) (زاده ۲۵ آوریل ۱۹۲۱ – درگذشته ۳ مه ۲۰۰۶) نقاش، مجسمه‌ساز و شاعر هلندی بود که در سال ۱۹۲۱ در آمستردام به دنیا آمد و از سال ۱۹۴۰ تا ۱۹۴۳ در آکادمی هنر آمستردام هنرآموزی کرد. وی از جمله بنیان‌گذاران گروه کبرا در سال ۱۹۴۸ بود. در سال ۱۹۵۰ به پاریس رفت و در ۱۹۵۷ از ایالات متحده آمریکا و مکزیک دیدن کرد. کژنمایی و انتزاع منظم از ویژگی‌های اساسی نقاشی او به‌شمار می‌آیند، همچنین رنگ‌های تند و منش تهییج‌کنندهٔ آثارش، اکسپرسیونیسم شمال اروپا را تداعی می‌کند. وی سرانجام در سوم مه ۲۰۰۶ در منزلش در زوریخ درگذشت.

## نگارخانه

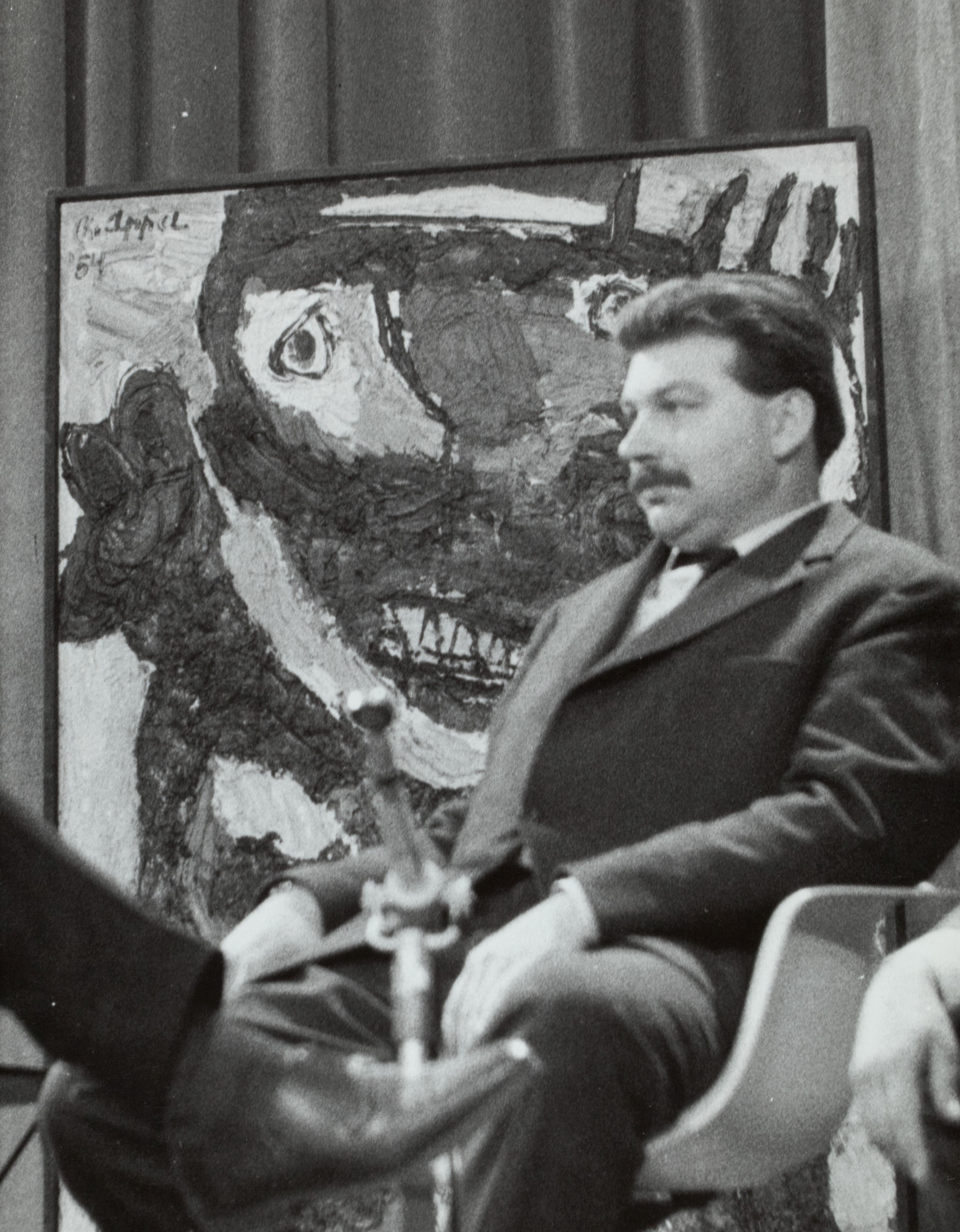
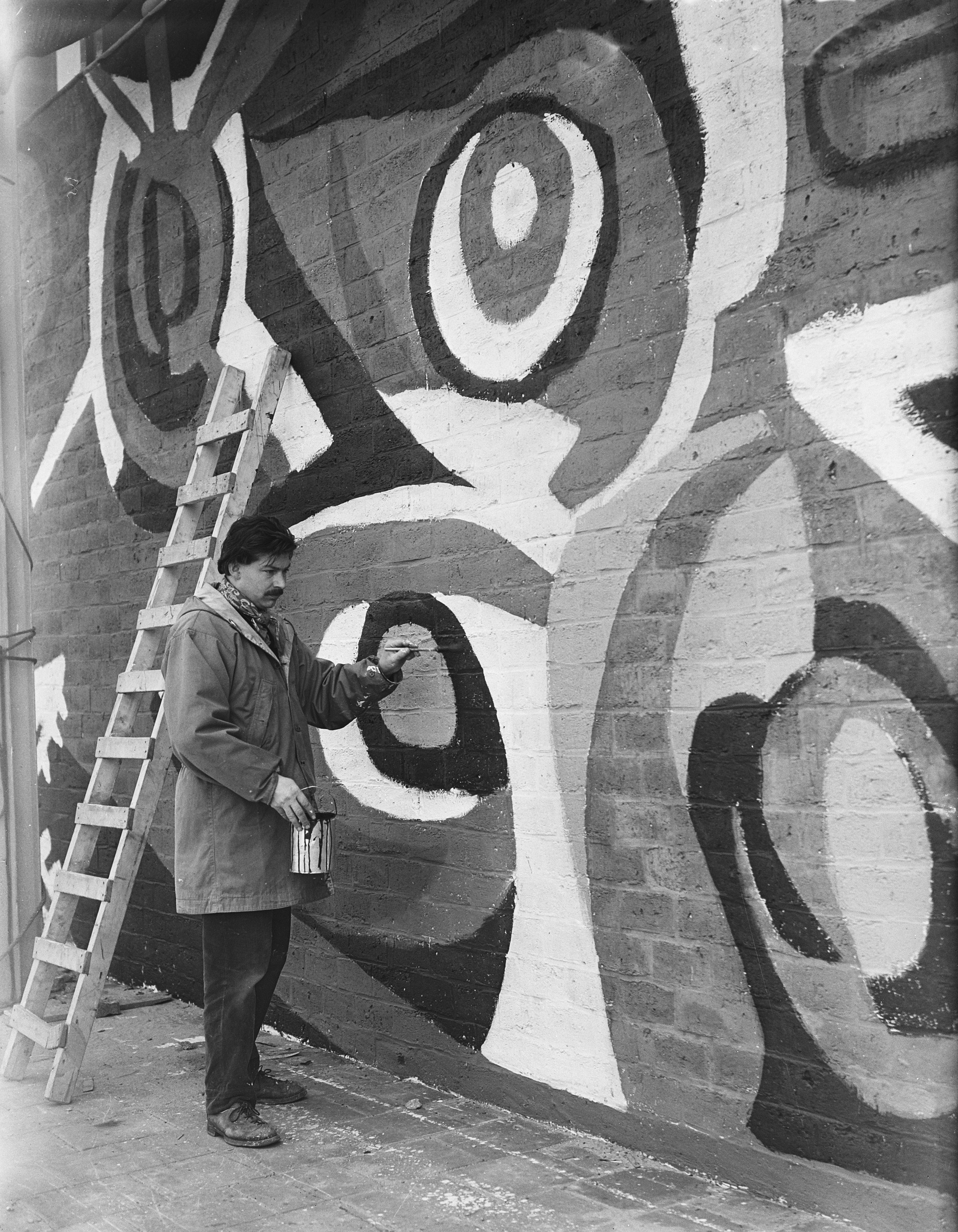
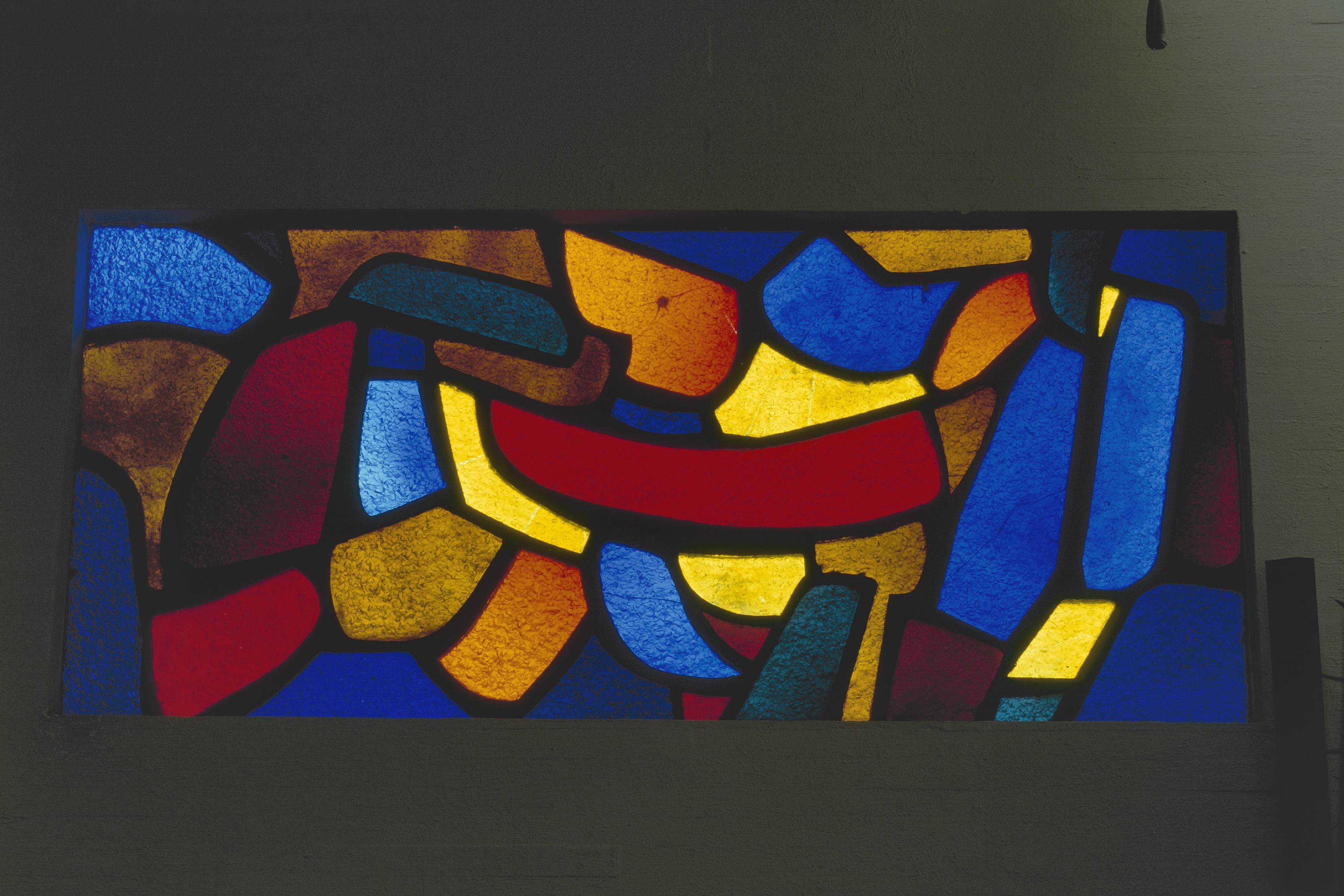
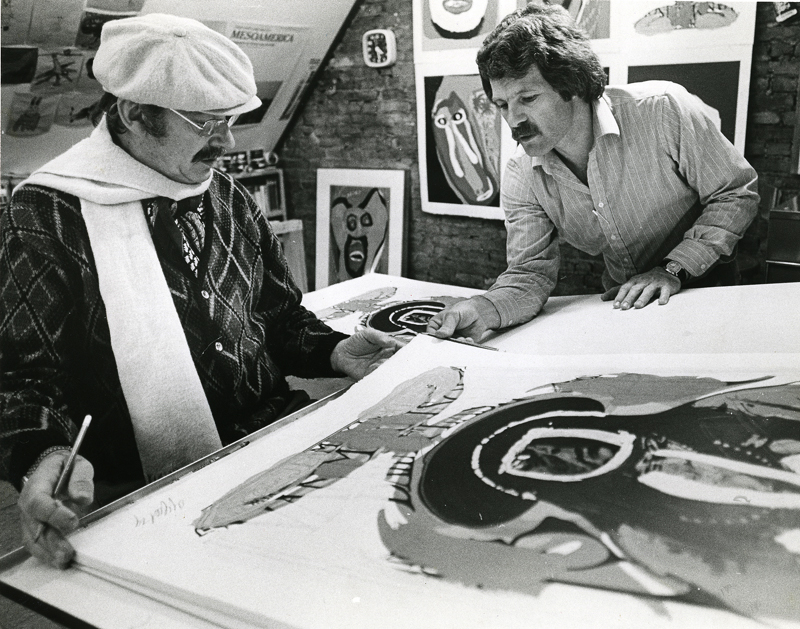
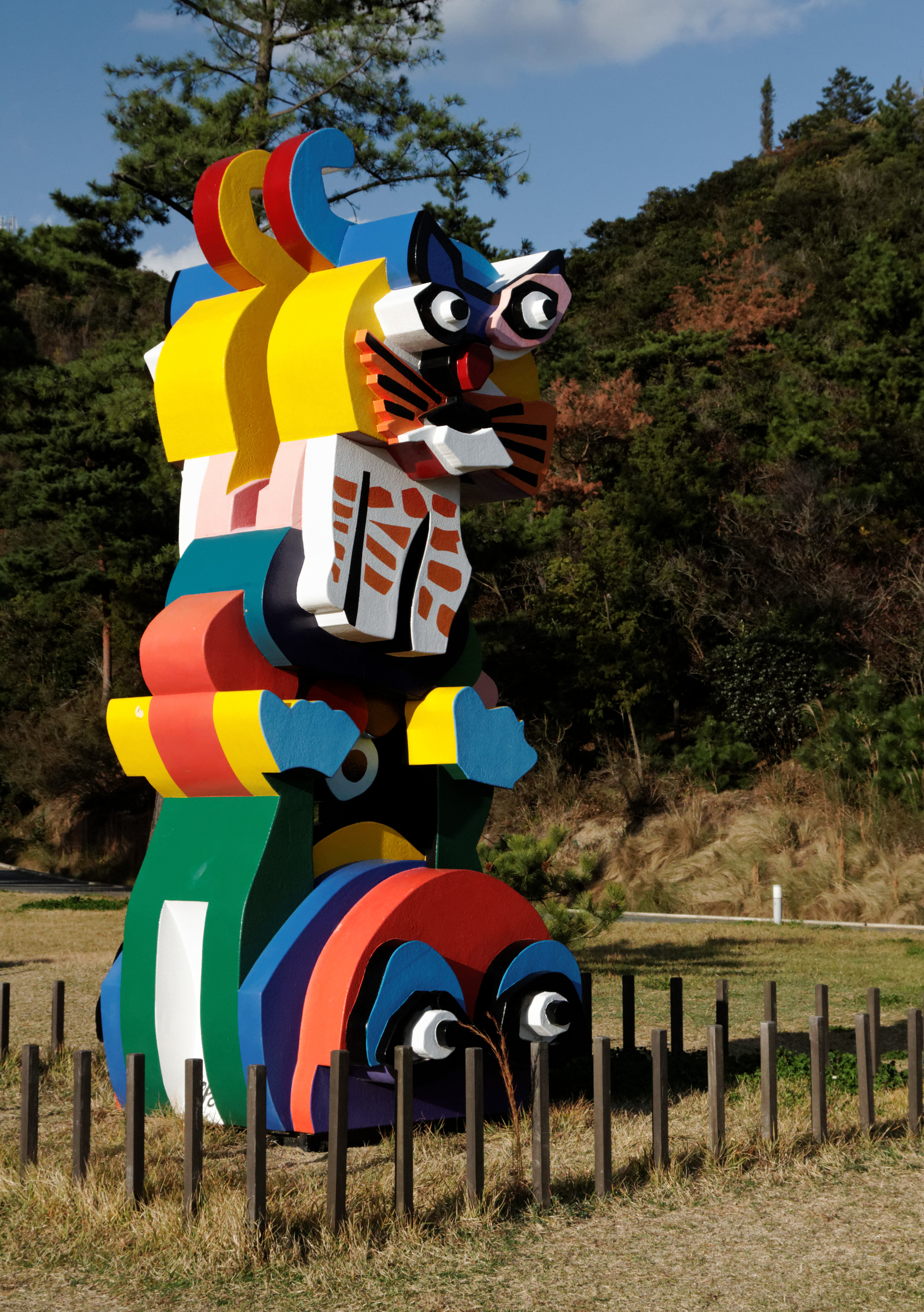